# Пачка «Казбека»
«Пачка Казбека» (азерб. «Kazbek qutusu») — радянський художній чорно-білий короткометражний комедійний фільм 1958 року, знятий на Бакинській кіностудії.

## Сюжет
Фільм, який критикує бюрократів-чиновників деяких житлових організацій, їх бездушне ставлення до потреб трудящих.

## У ролях
- Аліага Агаєв — Мамишов
- Мінавар Калантарлі — дружина Мамишова
- Азіза Мамедова — Гари
- М. Бабаєва — прибиральниця
- Міхлус Джанізаде — Їжак
- Талят Рахманов — Талаба Алієв
- С. Пірівердієва — Гатіба
- Ахмед Ахмедов — Рангсаз
- Назім Юзбашов — Шикаєтчі
- Лютфалі Абдуллаєв — м'ясник
- Фархад Ісмаїлов — син Мамишова

## Дубляж
- Хусейнага Сидиков — Талаба Алієв (Талят Рахманов)
- Мамед Сидиков — Рангсаз (Ахмед Ахмедов)

## Знімальна група
- Автор сценарію: Магаррам Алізаде
- Режисер: Рашид Атамалібеков
- Оператор: Мірза Мустафаєв
- Художник: Надір Зейналов
- Композитор: Закір Багіров
- Звукооператор: Сабір Іскандеров
- Асистент режисера: Аскер Ісмаїлов
- Асистент оператора: Тофік Султанов
- Асистент монтажера: А. Філімонова
- Редактор: Н. Садихов
- Директор фільму: А. Шушкин
- Диригент естрадного оркестру: Г. Крупкін